# Marina Tomić
Marina Tomić (* 30. April 1983 in Celje) ist eine ehemalige slowenische Hürdenläuferin, die sich auf die 100-Meter-Distanz spezialisiert hat.

## Sportliche Laufbahn
Erste internationale Erfahrungen sammelte Marina Tomić im Jahr 2000, als sie bei den Juniorenweltmeisterschaften in Santiago de Chile mit 14,25 s in der ersten Runde über 100 m Hürden ausschied. Im Jahr darauf kam sie bei den Junioreneuropameisterschaften in Grosseto mit 17,08 s nicht über den Vorlauf hinaus und 2002 schied sie bei den Juniorenweltmeisterschaften in Kingston mit 13,74 s in der ersten Runde aus. Im Jahr darauf schied sie bei den Hallenweltmeisterschaften in Birmingham mit 8,31 s in der Vorrunde im 60-Meter-Hürdenlauf aus und im Juli belegte sie bei den U23-Europameisterschaften in Bydgoszcz in 13,37 s den achten Platz über 100 m Hürden. Anschließend wurde sie bei der Sommer-Universiade in Daegu im Finale disqualifiziert. 2005 schied sie bei den Halleneuropameisterschaften in Madrid mit 8,25 s im Vorlauf über 60 m Hürden aus und im Jahr darauf kam sie bei den Europameisterschaften in Göteborg mit 13,79 s nicht über die erste Runde über 100 m Hürden hinaus. 2007 schied sie bei den Studentenweltspielen in Bangkok mit 14,38 s in der Vorrunde aus und 2009 belegte sie bei den Mittelmeerspielen in Pescara in 13,61 s den sechsten Platz, ehe sie bei der Sommer-Universiade in Belgrad mit 13,43 s im Halbfinale ausschied. Im Jahr darauf kam sie bei den Europameisterschaften in Barcelona mit 13,28 s nicht über den Vorlauf hinaus und 2011 schied sie bei den Halleneuropameisterschaften in Paris mit 8,21 s im Semifinale über 60 m Hürden aus. Zudem schied sie bei den Weltmeisterschaften in Daegu mit 13,10 s in der ersten Runde aus. Im Jahr darauf schied sie bei den Hallenweltmeisterschaften in Istanbul mit 8,67 s in der Vorrunde über 60 m Hürden aus, ehe sie bei den Europameisterschaften in Helsinki mit 13,36 s nicht über den Vorlauf hinauskam. Daraufhin nahm sie an den Olympischen Sommerspielen in London teil und schied dort mit 13,10 s in der ersten Runde aus.
2013 schied sie bei den Halleneuropameisterschaften in Göteborg mit 8,34 s im Vorlauf über 60 m Hürden aus und im Juni gewann sie bei den Mittelmeerspielen in Mersin in 13,11 s die Bronzemedaille über 100 m Hürden hinter den Italienerinnen Marzia Caravelli und Veronica Borsi. Zudem belegte sie dort mit der slowenischen 4-mal-100-Meter-Staffel in 45,71 s den vierten Platz. Anschließend schied sie bei den Weltmeisterschaften in Moskau mit 13,26 s in der ersten Runde über die Hürden aus. Im Jahr darauf siegte sie in 8,16 s über 60 m Hürden bei den Balkan-Hallenmeisterschaften in Istanbul, ehe sie bei den Hallenweltmeisterschaften in Sopot mit 8,05 s im Semifinale ausschied. Auch bei den Europameisterschaften im August in Zürich schied sie mit 13,32 s im Halbfinale über 100 m Hürden aus. 2015 schied sie bei den Halleneuropameisterschaften in Prag mit 8,08 s im Semifinale über 60 m Hürden aus und im Jahr darauf kam sie bei den Hallenweltmeisterschaften in Portland mit 8,33 s nicht über die erste Runde hinaus. Im Juli schied sie bei den Europameisterschaften in Amsterdam mit 13,32 s im Semifinale über 100 m Hürden aus und beendete daraufhin ihre aktive sportliche Karriere im Alter von 33 Jahren.
In den Jahren 2003 und 2004 sowie von 2008 bis 2013 und 2016 wurde Tomić slowenische Meisterin im 100-Meter-Hürdenlauf sowie 2004 auch im 200-Meter-Lauf. Zudem wurde sie 2003, 2012 und 2013 sowie 2016 Hallenmeisterin über 60 m Hürden und 2016 auch im 60-Meter-Lauf.

## Persönliche Bestleistungen
- 100 Meter: 12,02 s (+1,3 m/s), 9. August 2003 in Nova Gorica
  - 60 Meter (Halle): 7,60 s, 22. Januar 2005 in Ljubljana
- 200 Meter: 24,58 s (0,0 m/s), 10. August 2003 in Nova Gorica
- 100 m Hürden: 12,94 s (+1,2 m/s), 7. Juli 2013 in La Chaux-de-Fonds
  - 60 m Hürden (Halle): 8,05 s, 1. Februar 2014 in Karlsruhe